# 홈 앤 어웨이 (드라마)
《홈 앤 어웨이》(영어: Home and Away, 약어 H&A)는 1988년 1월 17일부터 현재까지 세븐 네트워크에서 방영 중인 오스트레일리아의 연속극이다.
파생 시리즈로 《헤들랜드》(2005-06, headLand)가 있다.

## 개요
이 연속극은 가상의 뉴사우스웨일스주 해변 마을 서머베이 거주민들의 삶과 사랑을 그린다. 이야기는 주로 위탁 가정과 학교에서 발생하는 어려움을 다루며, 그 외에 부부 문제, 진로 문제, 집단 따돌림, 사이버 폭력, 가정 폭력, 아동 학대, 근친상간, 성적 그루밍, 강간, 동성애, 성매매, 납치, 강도, 총격, 칼부림, 스토킹, 리벤지 포르노, 투옥, 마약 밀매, 약물 과다 복용, 도박 중독, 알코올 의존증, 음주 운전, 뺑소니, 컬트, 방화, 모살, 사고사, 자살, 신체 절단, 대리모, 영아 돌연사 증후군, 산후 우울증, 상상 임신, 유산, 사산, 낙태, 10대 임신, 성폭행, 간통, 자폐, 자해, 외상 후 스트레스 장애, 강박 장애, 우울 장애, 식사 장애, 소아성애증, 뇌졸중, 암, 헌팅턴병, HIV/AIDS, 뇌동맥류, 인종 차별, 사제 관계, 기억 상실, 사별, 폴댄스와 같은 소재들이 등장하였다.

## 출연진
현재 고정
- 레이 마 - 앨프 스튜어트 역 (1988-현재)
- 조지 파커 - 루 스튜어트 역 (2010-현재)
- 에밀리 사이먼스 - 매릴린 체임버스 역 (1989-92, 1995-99, 2001, 2010-현재)

그 외 성 A-Z
- 사이먼 베이커 - 제임스 허드슨 역 (1993-94)
- 제이슨 클라크 - 크리스토퍼 "킥" 존슨 역 (2002)
- 일라이자 둘리틀 - 본인 역 (2014)
- 존 파넘 - 본인 역 (1988)
- 아일라 피셔 - 섀넌 리드 역 (1994-97)
- 멀리사 조지 - 에인절 패리시 역 (1993-96)
- 크리스 헴즈워스 - 킴 하이드 역 (2004-07)
- 레이턴 휴잇 - 의문의 남성 역 (2005)
- 히스 레저 - 스콧 어윈 역 (1997)
- 제시카 마우보이 - 본인 역 (2016)
- 줄리언 맥맨 - 벤 루시니 역 (1990-91)
- 대니 미노그 - 에마 잭슨 역 (1989-90)
- 마이클 페일린 - 서퍼 역 (1996-97)
- 폴리니 - 본인 역 (2004)
- 가이 피어스 - 데이비드 크로프트 역 (1991)
- 피터 펠프스 - 게리 모로 역 (2022-현재)
- 라이언 퀀튼 - 보디보더 역 (1992) / 로비 테일러 역 (1994) / 비니 패터슨 역 (1997-2003)
- 케이트 리치 - 샐리 플레처 역 (1988-2008, 2013)
- 에드 시런 - 본인 역 (2015)
- 시아 - 본인 역 (1997)
- 이언 소프 - 본인 역 (2000)
- 샤니 빈슨 - 타니아 역 (2001) / 서머 역 (2003) / 캐시 터너 역 (2005-08)
- 나오미 와츠 - 줄리 깁슨 역 (1991)

이외 다수